# Tulio Díaz
Tulio Díaz Babier (ur. 1 czerwca 1960) – kubański szermierz, srebrny medalista olimpijski i dwukrotny medalista mistrzostw świata.
Na igrzyskach olimpijskich w Barcelonie w 1992 roku reprezentacja Kuby w składzie: Elvis Gregory, Guillermo Betancourt, Oscar García, Tulio Díaz i Hermenegildo García zdobyła srebro w turnieju drużynowym. Indywidualnie nie startował. Był to jego jedyny start olimpijski. 
Podczas mistrzostw świata w Sofii w 1986 roku wywalczył srebrny medal w turnieju indywidualnym, przegrywając w finale z Włochem Andreą Borellą. Na rozgrywanych pięć lat później mistrzostwach świata w Budapeszcie wspólnie z Guillermo Betancourtem, Oscarem Garcíą, Elvisem Gregorym i Rolando Tuckerem zdobył złoty medal w zawodach drużynowych.
Zdobywał również złoto indywidualnie na igrzyskach panamerykańskich w Caracas (1983), złoto drużynowo i srebro indywidualnie na igrzyskach panamerykańskich w Indianapolis (1987) oraz złoto drużynowo na igrzyskach panamerykańskich w Hawanie (1991).